# Landschaft mit dem Sturz des Ikarus
Das Ölgemälde Landschaft mit dem Sturz des Ikarus zeigt im Stile der Niederländischen Renaissance eine Szene aus den Metamorphosen des Ovid. Die bekannteste Ausfertigung befindet sich in den Königlichen Museen der Schönen Künste in Brüssel und misst etwa 73,5 Zentimeter in der Höhe und 112 Zentimeter in der Breite. Lange wurde angenommen, sie stamme vom flämischen Maler Pieter Bruegel dem Älteren. Während dessen Urheberschaft bezüglich der Komposition als gesichert gilt, ist zweifelhaft, ob er die konkrete Fassung gemalt hat. Möglicherweise handelt es sich um eine frühe Kopie eines Originals von Bruegel.
Eine geringfügig abweichende Version des Gemäldes befindet sich im Brüsseler Museum Van Buuren. Auch bei dieser wurde die Möglichkeit diskutiert, dass sie von Bruegel angefertigt wurde. Mittlerweile wird sie jedoch auf einen Zeitraum nach dem Tod des Malers datiert.

## Version in den Königlichen Museen der Schönen Künste

### Inhalt und Gestaltung

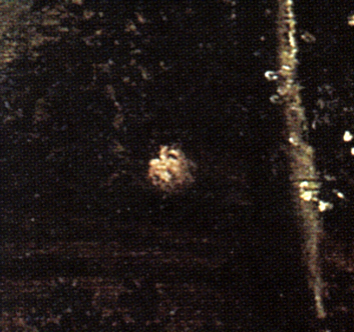
Leiche im Gehölz

Die Hauptperson ist ein Bauer beim Wenden der Ackerscholle, hinter ihm steht ein Hirte, und am rechten unteren Bildrand sitzt ein Angler. Der Blick öffnet sich auf eine bis zum Horizont reichende Bucht mit der Sonnenscheibe am Horizont. Am Meer kreuzen Schiffe, und in der rechten oberen Ecke ragt ein weißes Felsengebirge auf. Schräg über dem pflügenden Bauern liegt eine befestigte Felseninsel (offenbar eine Anspielung auf das Labyrinth aus dem Mythos) und dahinter eine Hafenstadt. Links unten im Vordergrund ist ein Geldbeutel zu erkennen, in dem ein Schwert steckt, daneben liegt ein voller Getreidesack. Hinter dem Pferd, im Gebüsch, ist ein Gesicht im Halbschatten zu sehen, ein Toter, der von dem pflügenden Bauern, ebenso wie der im Hintergrund herabstürzende Ikarus unbeachtet bleibt. Der verunglückte Ikarus ist nur klein, gewissermaßen nur als Bilddetail am Rand in der unteren rechten Bildhälfte über dem Angler zu erkennen.
Der Hirte befindet sich annähernd im Mittelpunkt des Bildes. Sein aufwärtsgewandtes Gesicht liegt im Schnittpunkt der Haupt- und Nebendiagonalen. Der Standpunkt des Betrachters liegt auf einer Anhöhe. Der Bauer ist von schräg oben dargestellt, der Hirte etwas mehr von der Seite und das Segelschiff darüber frontal. Durch diese Winkelverschiebung verstärkt der Maler den Eindruck weiter Entfernung. Die Farbtöne gelb, grün und braun dominieren, auffallend ist jedoch das rote Hemd des Bauern.

### Mythologische Grundlage
Ikarus (griech. Ìkaros, lat. Icarus) ist aus der griechischen Mythologie bekannt: Sein Vater Dädalus (griech. Daídalos, lat. Daedalus) hatte Flügel konstruiert, mit denen er und sein Sohn aus der Gefangenschaft auf Kreta flohen. Als Ikarus jedoch übermütig der Sonne zu nah kam, schmolz das Wachs, das die Federn zusammenhielt, und er stürzte in den Tod. Der Dichter Ovid beschreibt dies in seinen Metamorphosen (VIII, 183–235) und der Ars amatoria (II, 21–96).
Vor seiner Verbannung nach Kreta warf Dädalus aus Missgunst seinen zwölfjährigen Schüler Perdix von der Akropolis, da dieser trotz seiner Jugend Säge und Zirkel erfunden hatte. Athene fing den Buben jedoch auf und verwandelte ihn in ein Rebhuhn, das nahe dem Boden fliegt und seine Nester in Hecken baut, denn es „fürchtet die Höhe, des einstigen Sturzes gedenkend“. Der Vogel sitzt in dem Gemälde links vom Angler auf einem Ast. Im Mythos fliegt er zur Beerdigung Ikarus’ herbei.

### Deutungen

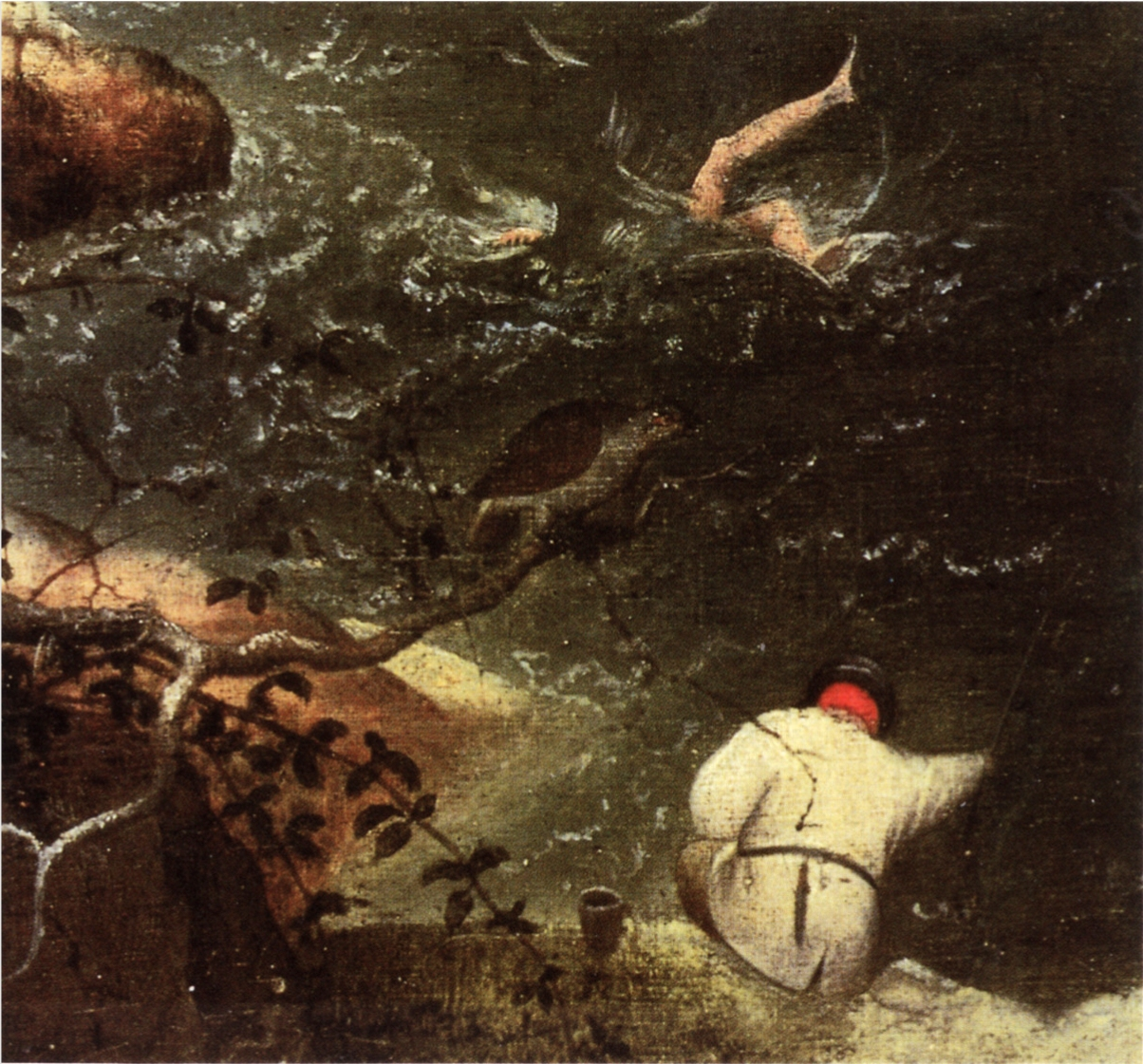
Ertrinkender Ikarus, Angler und Rebhuhn (Ausschnitt)

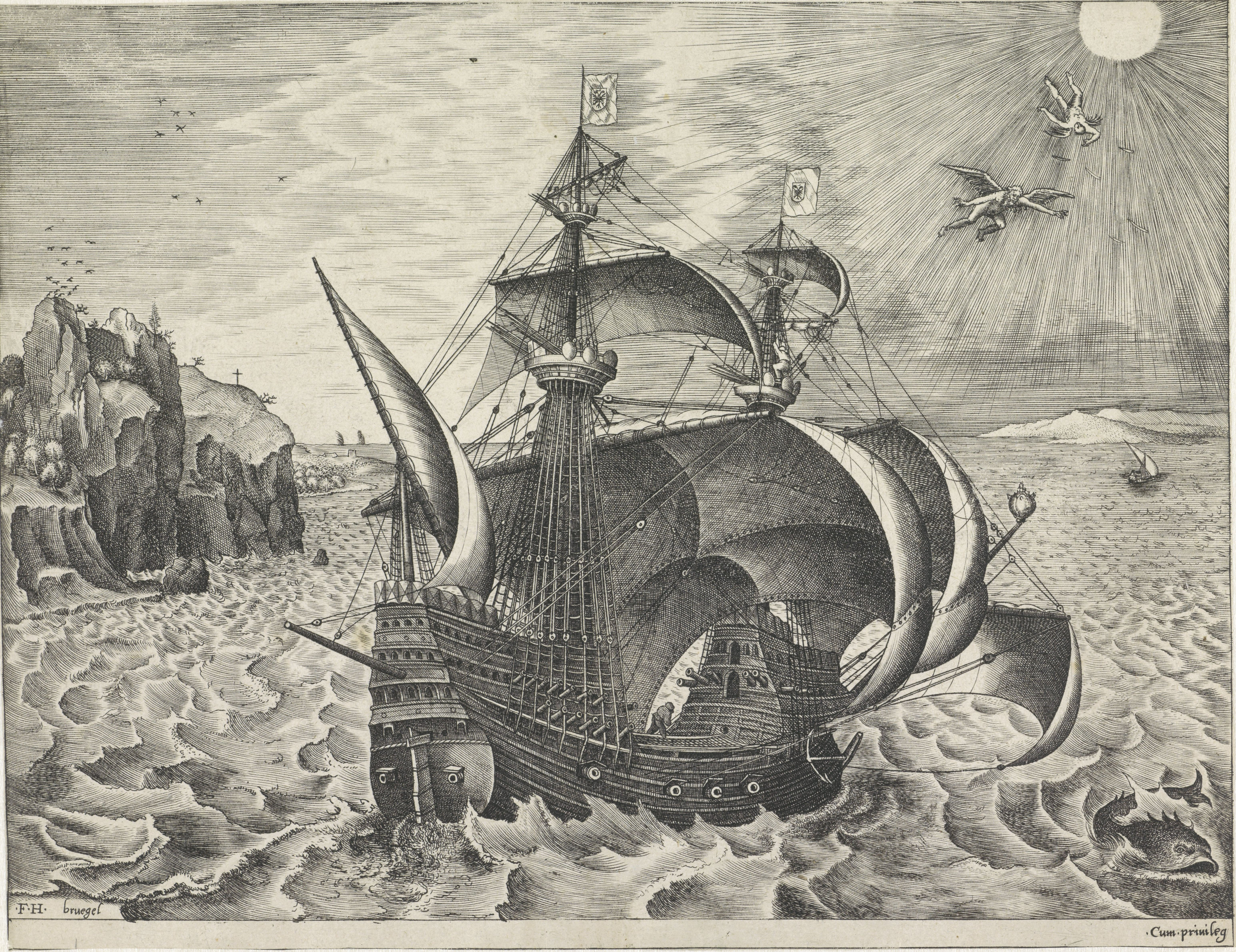
Kriegsschiff mit dem Fall des Icarus

Bezeichnend ist, dass der Maler den verunglückten Ikarus nur nebensächlich darstellt: Rechts unten sieht man ihn ins Wasser stürzen, mit seinen nackten, strampelnden Beinen macht er dabei eine eher lächerliche Figur. Über ihm sind noch einige fliegende Federn zu erkennen. Dädalus, immerhin eine der Hauptpersonen, fehlt sogar im Bild. Bedeutung gibt das Gemälde dagegen Nebenpersonen wie Bauer, Hirte und Fischer, die auch schon Ovid erwähnt:

„Mancher, der mit schwankender Angelrute fischte, mancher Hirte, der sich auf seinen Stab, manch ein Bauer, der sich auf den Pflug stützte, erblickte die beiden, staunte und hielt sie für Götter, da sie die hohe Luft durchqueren konnten.“

Der Angler sitzt jedoch unten am Wasser, der Hirte ist in der Mitte platziert, der Bauer bestellt seinen Acker und allen gemeinsam ist, dass sie dem Sturz des Ikarus kein Interesse entgegenbringen. So bedeuten das Schwert im Geldbeutel und der Getreidesack im Vordergrund die flämischen Sprichwörter: „Geld und Schwert brauchen gute Hände“ und „Auf Felsen Gesätes wächst nicht“. Es sind Anspielungen auf die Nutzlosigkeit von Ikarus’ Handeln. Der Aphorismus zu der halb versteckten Leiche im Unterholz heißt: „Kein Pflug hält wegen eines Sterbenden an“. Bauer, Hirte und Fischer gehorchen stoisch den Gesetzen der Natur und des Kosmos. Selbst das Rebhuhn Perdix, das sich im Mythos über Ikarus’ Tod freut, ignoriert den Verunglückten und das (bei Ovid nicht erwähnte) Schiff entfernt sich mit geblähten Segeln von der Unfallstelle.
Bruegel hat die Sage von Ikarus ganz in seine Zeit gesetzt, dafür sprechen die Landschaft und die für das 16. Jahrhundert typischen Mittelmeer-Karacken. Diese Schiffe wurden damals in niederländischen Werften gebaut und der Maler hält sie mit großer Genauigkeit fest.
Entgegen der Sage, in der Ikarus der Sonne zu nah kam, stürzt er in diesem Bild an fast entgegengesetzter Stelle ab, die Sonne hingegen geht entweder auf oder unter. Der Zeitgenosse Abraham Ortelius bemerkt dazu in seinem Buch der Freunde: „Unser Bruegel malt viele Dinge, die man gar nicht malen kann. […] In seinen Werken ist oft mehr an Gedanken als an Malerei.“
Nach Jacques van Lennep ist folgende Deutung möglich: Der Bauer im Vordergrund wäre eine Anspielung auf die alchemistische Kunst. Alchemisten verglichen ihr Handwerk mit dem Ackerbau und hielten Metalle für Organismen, die wachsen und sich vermehren können. Der auf dem Stab gestützte Schäfer stellt den Gott Hermes dar, der in seiner Jugend mit seinem Bruder Apollo die Herden des Admetos hütete. Das Schiff soll auf einen Kompostbehälter anspielen und das Meer auf Quecksilber. Dies deshalb, weil eine lange gefährliche Prozedur nötig ist, bis Quecksilber eine chemische Verbindung eingeht und man dies mit den Gefahren einer Schiffsreise verglich. Die aufgehende Sonne kann auch die Erneuerung der Welt durch Alchemie bedeuten, demnach wäre Ikarus ein gescheiterter Alchemist.
In der als Kupferstich verbreiteten Zeichnung Kriegsschiff mit dem Fall des Icarus hält sich Bruegel scheinbar enger an das Thema: So steht dort die Sonne hoch am Himmel und der Vater fliegt unter dem stürzenden Sohn. Dennoch interessiert sich der Künstler wesentlich mehr für das detailgetreu dargestellte Schiff.

### Herkunft
Das beschädigte und oftmals übermalte Werk wurde 1912 bei einem Londoner Antiquitätenhändler für die königlichen Sammlungen in Belgien erworben. Signatur, Datum und historische Dokumente fehlen.

### Rezeption
Literarisch verarbeitet wird die Bruegelsche Bagatellisierung des Ikarussturzes in Gottfried Benns Gedicht Ikarus von 1915, in dem plattdeutsch-hochdeutschen Bildungsroman Heine Steenhagen wöll ju dat wiesen! Die Geschichte eines Ehrgeizigen (1925) von Friedrich Ernst Peters und in W.H Audens Gedicht Musée des Beaux Arts aus dem Jahr 1940. In der Erzählung Ikaros des polnischen Schriftstellers Jarosław Iwaszkiewicz dient das Gemälde als Allegorie für die von Passanten unbeachtete Verhaftung eines Jungen auf offener Straße während der deutschen Besetzung Warschaus im Zweiten Weltkrieg.

## Version im Museum Van Buuren
Eine zweite Version, die Dädalus in der linken Bildhälfte hoch am Himmel zeigt, tauchte 1935 auf. Nach Angaben des Museums Van Buuren in Belgien stammt sie aus dem Umkreis Pieter Bruegels des Älteren und entstand um 1590–1595, also mindestens zwei Jahrzehnte nach dem Tod Pieter Bruegels des Älteren. Mit 63 Zentimetern Höhe und 90 Zentimetern Breite ist sie kleiner als die Version in den Königlichen Museen. Sie wurde ebenfalls in Ölfarben gemalt, als Bildträger diente Holz.